# 名古屋市立昭和橋小学校
名古屋市立昭和橋小学校（なごやしりつ しょうわばししょうがっこう）は、名古屋市中川区中野新町にある公立小学校。

## 歴史
1938年（昭和13年）7月4日、名古屋市八幡尋常高等小学校分教場より名古屋市昭和橋尋常小学校として創立された。
1971年（昭和46年）に設置された分校は、1978年（昭和53年）4月1日に玉川小学校として分離独立している。
1985年（昭和60年）には、学区内に所在する名古屋掖済会病院内に院内学級として「つくし学級」を設置する。また、2014年（平成26年）に特別支援学級として「ひまわり学級」を設置している。

### 児童数の変遷
『愛知県小中学校誌』（2018年）によると、児童数の変遷は以下の通りである。
| 1947年（昭和22年） | 1042人 |  |
| 1957年（昭和32年） | 1822人 |  |
| 1967年（昭和42年） | 1737人 |  |
| 1977年（昭和52年） | 1666人 |  |
| 1987年（昭和62年） | 827人  |  |
| 1997年（平成9年）  | 570人  |  |
| 2007年（平成19年） | 517人  |  |
| 2017年（平成29年） | 525人  |  |

## 通学区域
所管する名古屋市教育委員会は、2018年（平成30年）9月1日現在、中川区のうち、馬手町2～3丁目・大畑町2丁目・北江町・清船町5丁目・小碓通・正徳町1丁目・松年町・正保町・昭明町・昭和橋通1～4丁目・太平通6～7丁目・玉船町・中野新町・葉池町・福船町・法蔵町・明徳町・八家町2～3丁目・八家町6丁目の全域および太平通5丁目・八家町1丁目の各一部を通学区域として指定している。
また、卒業後の進学先は名古屋市立昭和橋中学校となっている。

## 交通アクセス
- 名古屋市営バス中野新町停留所が最寄りのバス停である[WEB 1]。

### WEB
1. 1 2  名古屋市役所教育委員会事務局総務部企画経理課企画統計係 (2018年9月18日). “中川区の小・中学校一覧”.   名古屋市. 2018年11月14日閲覧。
2. 1 2  “名古屋市立昭和橋小学校の概要” (PDF).   名古屋市立昭和橋小学校. 2018年11月15日閲覧。
3. ↑  名古屋市教育委員会事務局総務部教育環境計画室計画係 (2018年9月1日). “名古屋市立小・中学校の通学区域一覧（中川区）” (PDF).   名古屋市. 2018年11月15日閲覧。
4. ↑  名古屋市教育委員会事務局総務部教育環境計画室計画係 (2018年4月1日). “名古屋市立中学校区一覧（小→中）” (PDF).   名古屋市. 2018年11月15日閲覧。

### 文献
1. 1 2  中川区制50周年記念誌編集委員会 1987, p. 411.
2. ↑  六三制教育七十周年記念 愛知県小中学校誌 合同記念誌編集特別委員会 2018, p. 225.